# Дороги и скоростные автомагистрали в Чикаго

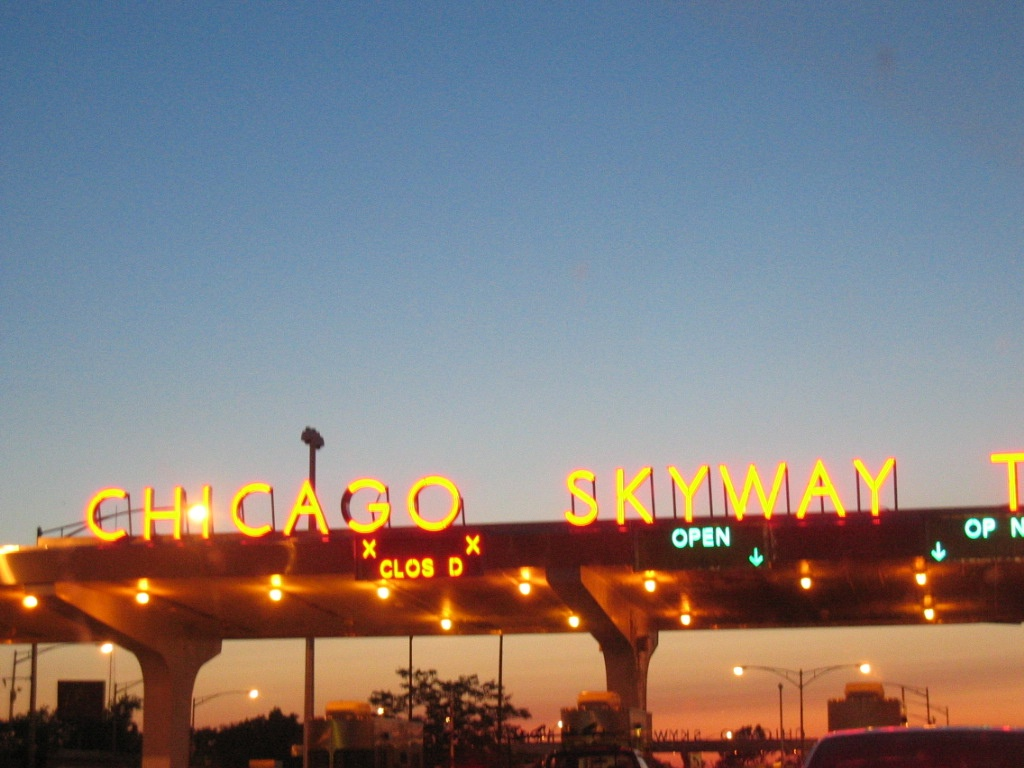
Закат с видом на Chicago Skyway при въезде в южную часть Чикаго

Дороги и скоростные автомагистрали в Чикаго обобщают основные магистрали и систему нумерации, используемую в Чикаго и его окрестностях.

## Планировка улиц
Улицы Чикаго были расположены в виде сетки улиц, предложенной в первоначальном плане городской застройки Джеймсом Томпсоном. Улицы, следующие за линиями участков Государственной системы землеустройства, позже стали магистральными улицами на отдалённых участках. По мере того как к городу добавлялись новые пристройки, городское постановление требовало, чтобы они были проложены с восемью улицами на милю в одном направлении и 16 в другом направлении. Разбросанные по диагонали улицы, многие из которых изначально были тропами коренных американцев, также пересекают город. В Плане Чикаго было рекомендовано много дополнительных диагональных улиц, но было построено только продолжение Огден-авеню. В 1950-х и 1960-х годах была построена сеть супермагистралей, расходящихся от центра города.
По мере того, как город рос и присоединял к себе соседние города, возникали проблемы с повторяющимися названиями улиц и запутанной системой нумерации, основанной на реке Чикаго. 22 июня 1908 года городской совет принял систему, предложенную Эдвардом П. Бреннаном с поправками от 21 июня 1909 года. Изменения вступили в силу 1 сентября 1909 года для большей части города.